# 达尼奥·巴尔迪
达尼奥·巴尔迪（義大利語：Danio Bardi，1937年5月23日—1991年7月9日），意大利前男子水球运动员。他曾代表意大利国家队参加1960年和1964年夏季奥林匹克运动会水球比赛，其中1960年奥运会获得金牌。